# Кузнецов, Григорий Яковлевич
Григорий Яковлевич Кузнецов — советский хозяйственный, государственный и политический деятель.

## Биография
Родился в 1909 году в селе Мальчугино. Член КПСС с 1932 года.
С 1929 года — на хозяйственной, общественной и политической работе. В 1929—1971 гг. — начальник Отдела, заместитель управляющего трестом «Севкарлес», участник Великой Отечественной войны, заместитель заведующего Отделом кадров ЦК КП(б) Карело-Финской ССР, заведующий Организационно-инструкторским отделом ЦК КП(б) Карело-Финской ССР, 1-й секретарь Ямало-Ненецкого окружного комитета ВКП(б), управляющий рыбтрестом объединения «Обьрыба» , начальник Тюменского областного управления культуры, 1-й секретарь Ханты-Мансийского окружного комитета КПСС, заместитель управляющего, управляющий трестом «Тюменьлестрансстрой», управляющий трестом «Геолстрой», начальник, инспектор по кадрам Тюменского областного агентства «Союзпечать».
Делегат XXI съезда КПСС.
Умер в Тюмени в 1994 году.